# Aubermesnil-Beaumais
Aubermesnil-Beaumais – miejscowość i gmina we Francji, w regionie Normandia, w departamencie Sekwana Nadmorska.
Według danych na rok 1990 gminę zamieszkiwało 408 osób, a gęstość zaludnienia wynosiła 84 osoby/km² (wśród 1421 gmin Górnej Normandii Aubermesnil-Beaumais plasuje się na 525. miejscu pod względem liczby ludności, natomiast pod względem powierzchni na miejscu 699.).